# Groove Train
Groove Train（グルーヴ・トレイン）とは、cross fmが、2011年4月7日から2014年3月27日まで放送していたラジオ番組。毎週木曜日の20:00～23:00(JST)、ベイサイドプレイス博多スタジオから放送されていた。ナビゲーターはMASAKI。9年前まで放送されていた同番組についてはGROOVE TRAIN 9to0を参照。

## 概要
- 福岡のダンスグルーヴシーンを熱くするプログラム。
- 20時代は「最新のダンスグルーブ」,　21時代は「なつかしいフロアアンセム」,　22時代は「アダルトゾーン」を選曲の基準にしている。
- リスナーから募集するメッセージは「街の伝言板」と称され、一言、二言のものがほとんどである。
- この番組の定番文句は「どうか乗り遅れないように！」。
- 番組の公式ツイッターがある。
- 番組は終了したが、一部のコーナーは2014年5月から始まったMASAKIが担当する新番組・「V・A・D weekend」に引き継がれている。

## ナビゲーター
- MASAKI

同局では「B2B RADIO」以来3年ぶりの担当。

## 放送されている主なコーナー
- MASAKI'S NON STOP GROOVE

MASAKI選曲でダンス・ミュージックミックスをノンストップでオンエアーするコーナー。
- Venus-B EXPRESS

日本の最新グルーヴを紹介。毎回10分程度注目アーティストが番組を担当。担当アーティストは月交替。
- Beat The Street

福岡県内のクラブで活動しているクラブDJのMIXを紹介するコーナー。MIXをオンエアし、その後DJ本人に電話を繋ぐ。
かつては福岡県内のバーや居酒屋などを紹介するコーナーであった。
- Nightcap

Nightcapは直訳すると「寝酒」。MASAKIおすすめのお酒を紹介するコーナー。
- THURSDAY NIGHT FOREST

音楽をノンストップでオンエアーする。各時間の後半に放送されている。

## 主なゲスト

### 2011年
04月07日：SOUL'd OUT
04月28日：Alice
07月21日：久保田利伸
07月28日：TEE
08月04日：MISIA
12月01日：相越久枝

### 2012年
02月09日：CHEMISTRY